# Bérgamo (província)
A província de Bérgamo é uma província italiana da região de Lombardia com cerca de 1 098 740 habitantes, densidade de 404 hab/km². Está dividida em 244 comunas, sendo a capital Bérgamo.
Faz fronteira a norte com a província de Sondrio, a este com a província de Bréscia, a sul com a província de Cremona e a oeste com a província de Lecco, província de Monza e Brianza e a província de Milão.

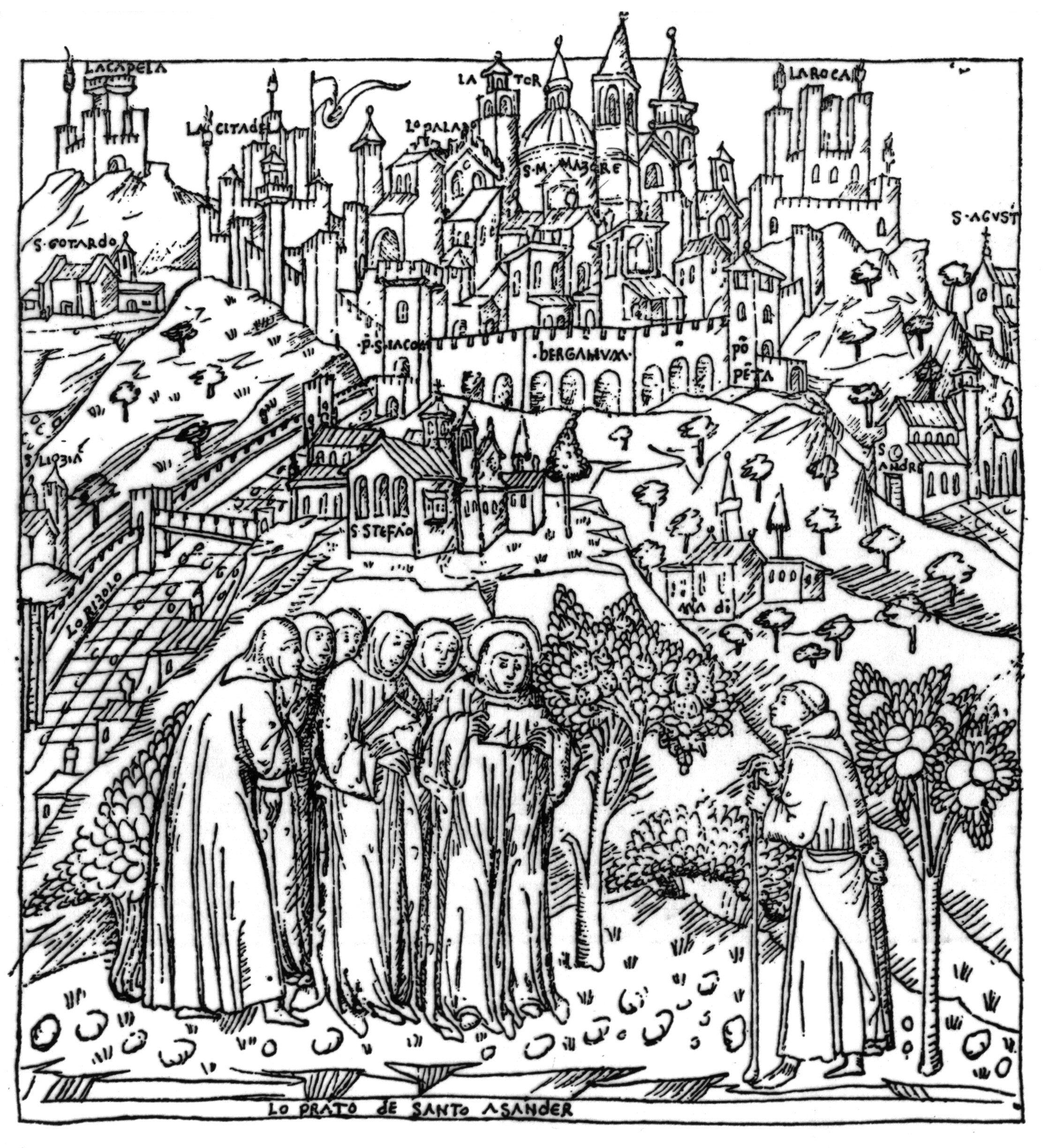
Pregação de Santo Alessandro, 1450. Vista de Bergamo, com a "Cidade Alta" ao fundo